# امیلیس
امیلیس (به فرانسوی: Amillis) یک کمون در فرانسه است که در Canton of Ferté-Gaucher واقع شده‌است.

## خصوصیات
امیلیس ۲۰٫۰۶ کیلومترمربع مساحت و ۷۶۰ نفر جمعیت دارد.